# Gelei van Wharton

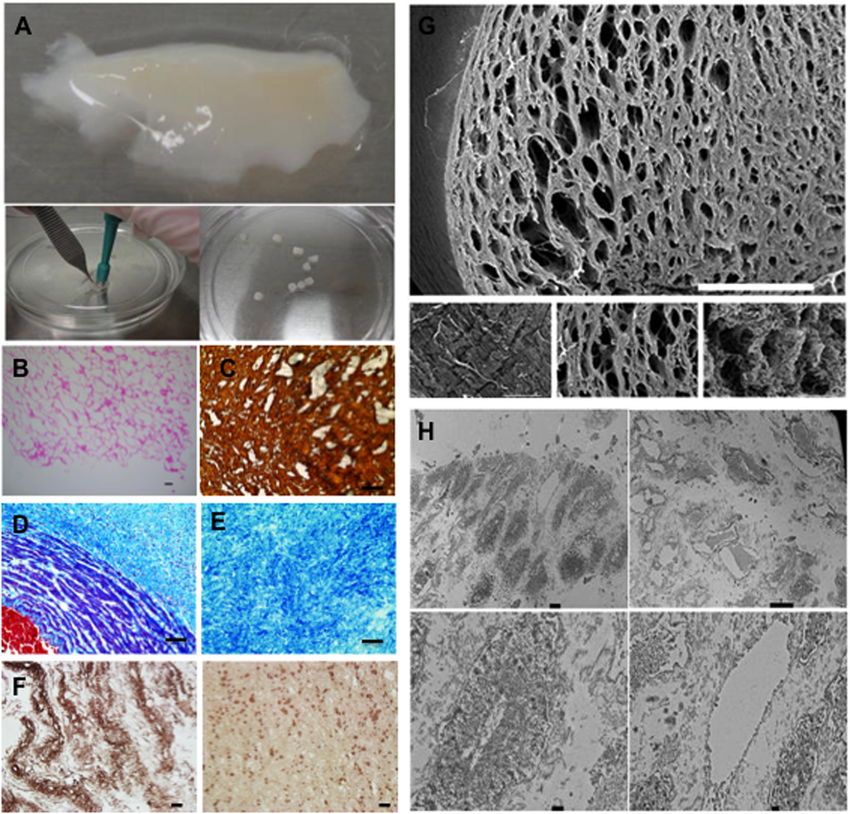
A) Een fragment van de geïsoleerde gelei van Wharton (DWJM). B) hematoxyline en eosine (H&E) gekleurde secties van de DWJM die lege ruimtes tonen. (Schaalbalk vertegenwoordigt 0,1 mm.) C) Collageen I-immunohistochemie van de DWJM (schaalbalk is 50 μm), D) Trichrome-kleuringsafbeeldingen van menselijke navelstreng, en E) gedecellulariseerde Wharton’s jelly matrix. (Schaalbalk vertegenwoordigt 50 μm.) De rode kleur vertegenwoordigt bloed, lichtblauw collageen en cellen/kernen zijn in zwart/donkerblauw. F) Immunohistochemische kleuring van DWJM door anti-hyaluronzuur-antilichaam. De matrix is rijk aan collageen en er is een overvloedige expressie van hyaluronzuur op sommige delen vergeleken met de andere. (Schaalbalk vertegenwoordigt 25 μm.) G) Scanning elektronenmicroscopiebeelden van DWJM. Eén oppervlak lijkt vlak met een compacte matrix (linker onderste afbeelding), terwijl minder dicht weefsel met open ruimtes wordt geïdentificeerd in andere gebieden (onderste rechter en middelste afbeeldingen). (Schaalbalk voor de volledige afbeelding is 600 μm.) H) Transmissie elektronenmicroscopiebeelden van DWJM.

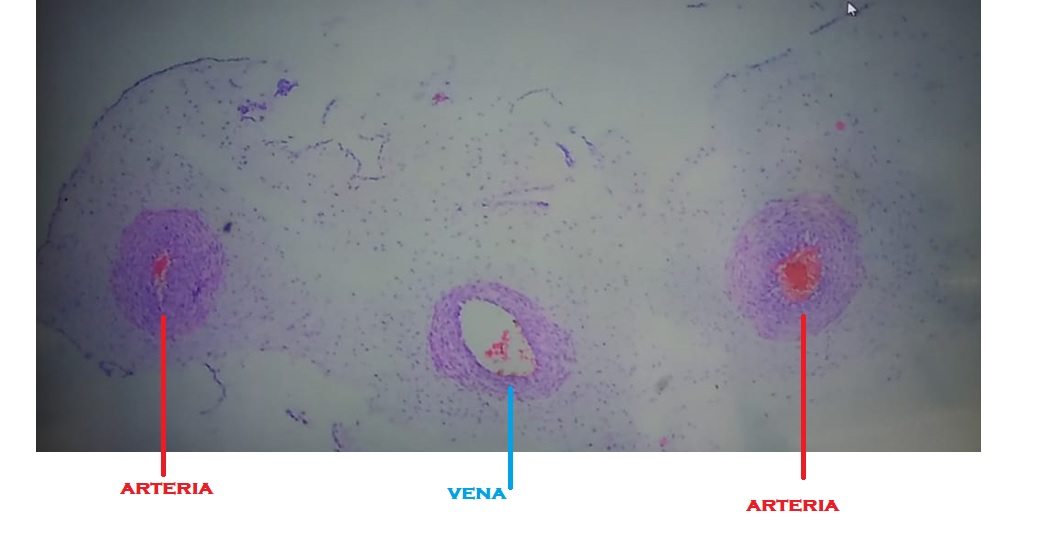
Navelstreng met de twee slagaders (arteria) en één ader (vena).

De gelei van Wharton (substantia gelatinea funiculi umbilicalis) is de extracellulaire geleiachtige substantie die zich in de navelstreng bevindt. Ze bestaat uit mucopolysachariden (hyaluronzuur en chondroïtinesulfaat).  Het vermogen van hyaluronzuur om water op te slaan zorgt ervoor dat het weefsel zowel stevig als elastisch is. Dit beschermt de vaten tegen compressie en buiging. Het weefsel is afkomstig van het extra-embryonaal mesoderm.
Na de geboorte zorgt dit bindweefsel onder invloed van temperatuursveranderingen voor het natuurlijk afknellen van de navelstrengbloedvaten, zodat er een einde komt aan de foetale bloedsomloop. 
Ze werd genoemd naar de anatoom Thomas Wharton (1614-1673) die ze als eerste beschreef.

## Stamcellen
Stamcellen in de gelei van Wharton transcriberen verschillende enzymen, waaronder telomerase. Deze stamcellen kunnen worden geëxtraheerd, gekweekt en aangezet om te differentiëren tot volwassen celtypen zoals zenuwcellen.
De gelei van Wharton is daarom een potentiële bron van volwassen stamcellen, vaak verzameld uit het navelstrengbloed.
De snelle vooruitgang in stamcelonderzoeken heeft duidelijk aangetoond dat mesenchymale stamcellen (MSC's) veelbelovende stamcelbronnen vormen voor het herstel/de regeneratie van beschadigde weefsels/organen. Naast hun toepassing voor het herstellen van beschadigde weefsels, zijn MSC's ook gebruikt voor de behandeling van auto-immuunziekten en GVHD (graft-versus-hostreactie) vanwege hun immuunregulerende eigenschappen. Veel klinische onderzoeken hebben aangetoond dat MSC's de genezing van verschillende wonden kunnen bevorderen, waaronder chronische huidzweren veroorzaakt door diabetes mellitus, blootstelling aan straling en ischemie. Ook zijn de voordelen van MSC's in een hypertrofisch littekenmodel van konijnenoren gerapporteerd. Gezien de immuunregulerende eigenschappen van MSC's is het goed mogelijk dat MSC's littekenloze wondgenezing bevorderen. Een goede bron voor MSCs is de gelei van Wharton.
|  |  |